# Ataka
Ataka (Bulgaars: Национален съюз Атака, Nacionalen Sajoez Ataka, letterlijk Nationale unie Aanval), ook wel Aanval Coalitie (Bulgaars: Коалиция Атака, Koalizija Ataka) is een nationalistische alliantie van xenofobisch karakter in Bulgarije.
"Ataka" zoals de partij in de volksmond wordt genoemd, behaalde bij de parlementsverkiezingen van 25 juni 2005 9,0% van de stemmen, goed voor 21 zetels in de 240 zetels tellende Narodno Sobranie (Volksvergadering). Anno mei 2006 bestaat de Nationale Aanvalsunie-fractie uit 14 personen, 7 zijn reeds uit de fractie getreden. Ataka wordt geleid door tv-presentator Volen Siderov. De alliantie is tegen Bulgarijes lidmaatschap van de NAVO, nauwe betrekkingen met de Verenigde Staten en de sluiting van kerncentrales. De alliantie is niet bijzonder tegen het sinds 1 januari 2007 verkregen Bulgaars lidmaatschap van de Europese Unie, maar denkt wel dat lidmaatschap van de EU de nationale soevereiniteit aantast. Ataka is voorstander van nauwe samenwerking met Rusland, de traditionele Bulgaarse bondgenoot. Voorts wil Ataka dat de Bulgaars-Orthodoxe Kerk de staatskerk wordt.
Ataka wordt door velen gezien als een semi-fascistische en racistische alliantie. Ataka criminaliseert de Roma bevolkingsgroep en de Turkse minderheid. Ataka ontkent overigens met klem het bestaan van een Turkse minderheid. Volgens Ataka zijn de Turken in Bulgarije gewoon Islamitische Bulgaren. Dezelfde opvatting heeft Ataka over de Pomaken, zie OMO Ilinden-Pirin. Zigeuners, onder wie de al genoemde Roma, worden door Ataka gebrandmerkt als dieven en gespuis. Joden zijn volgens de voorzitter van Ataka, Siderov, al sinds mensenheugenis uit op geld. Personen die zich inzetten voor de minderheden worden "nationale verraders" genoemd. Leden van Ataka hebben in 2011 zigeunerdorpen en moskeegangers aangevallen, waarbij enkele doden en gewonden vielen. Ataka voert campagne om de Beweging voor Rechten en Vrijheden, de partij van de Turkse minderheid, te verbieden.
Onder haar leden telt men veel militairen, onder wie enkele generaals.
Volgens peilingen uit maart 2006 blijkt dat de partij als tweede uit de bus kwam, achter de Bulgaarse Socialistische Partij.

## Partijen die deel uitmaken van Nationale Aanvalsunie
- Nationale Beweging voor de Redding van het Vaderland (Nacionalno Dviženie za Spasenie na Otecestvoto)
- Bulgaarse Nationale Patriottische Partij (Balgarska Nacionalna-Patrioticna Partija)
- Unie van Patriottische Krachten en Militairen van de Nationale Reserves (Sajoez na Patrioticbite Sili i Voinite ot Zapaca Zacšita)

## Europees Parlement
Sinds begin januari 2007 vormden zij samen met onder meer het Belgische Vlaams Belang, het Franse Front National en de Roemeense Groot-Roemeniëpartij de rechtse fractie Identiteit, Soevereiniteit en Transparantie (ITS).
Officieus bestaat de fractie nog, maar ze heeft te weinig zetels om als fractie aangemerkt te worden.

## Verkiezingsuitslag
| Zetelverdeling 1990-heden |
| ------------------------- |
| 2005: 21                  |